# 八木岡貞家
八木岡 貞家（やぎおか さだいえ）は、戦国時代の武将。下野宇都宮氏、芳賀氏の家臣。下野国八木岡城主。

## 略歴
八木岡氏は清党の棟梁・芳賀氏の古参の庶流であり、八木岡高房を祖とする。
天文13年（1544年）、下野宇都宮氏の闘将・中村玄角が水谷正村に奇襲され討死し、中村城が落城したため、その敵討ちのため宇都宮氏の重臣芳賀高定の命で、芳賀軍の兵を授かり、北関東屈指の猛将・水谷正村の常陸国久下田城を攻めたが、正村の策にはまり、挟撃され大敗した。
天文14年（1545年）9月、貞家は正村の父・治持の17回忌の法要の日に200の軍勢で奇襲を仕掛けた。正村を押すほどの勢いだったが、正村は徐々に体勢を立て直し、さらに正村によって事前に貞家の動きを予測して仕掛けていた伏兵が、背後から襲いかかり討死した。
貞家の死によって八木岡城は落城し、八木岡領は水谷正村の手に落ちた。